# 영원의 제로 (영화)
《영원의 제로》(일본어: 永遠の0)는 2013년 공개된 일본의 영화이다. 햐쿠타 나오키의 동명 소설을 원작으로 한다.

## 출연
- 미야베 큐조 - 오카다 준이치
- 사에키 켄타로 - 미우라 하루마
- 마츠노 - 이노우에 마오
- 사에키 케이코 - 후키이시 카즈에
- 키요코 - 후부키 준 (어린 시절 : 쿠리모토 유키)
- 켄이치로 - 나츠야기 이치오
- 이자키 - 하시즈메 이사오 (청년 시절 : 하마다 가쿠)
- 다케다 - 야마모토 마나부 (청년 시절 : 미우라 타카히로)
- 카게우라 - 다나카 민 (사춘기 : 아라이 히로후미)
- 오오이시 - 소메타니 쇼타
- 하세가와 - 히라 미키지로
- 토루 - 우에다 타츠야
- 야마다 - 사사키 잇페이
- 이토 - 아오키 켄
- 카가와 - 엔도 유우
- 테라니시 - 토치하라 라쿠토

## 주제가
- 《반딧불》

작사·작곡 - 쿠와타 케이스케 / 편곡·노래 - 사잔 올 스타즈 (빅터 타이시타 / SPEEDSTAR RECORDS)